# 100 dobrych uczynków
100 dobrych uczynków / 100 dobrych uczynków Eddiego McDowda / Pies, który mówi (ang. 100 Deeds for Eddie McDowd) – amerykańsko-kanadyjski serial familijny. Premierowy odcinek serialu został wyemitowany 16 stycznia 2004 w TVP2. Serial emitowany był w TVP2 od 16 stycznia 2004 roku a od 2008 roku emitowany jest od piątku do niedzieli o godzinie 19:30 i 22:00 w KidsCo.
Jest to pierwszy serial fabularny emitowanym na polskim KidsCo. Od 2009 roku emitowany na kanale ZigZap.
Nazwę serialu sparodiował inny serial, tym razem dla dorosłych, 1000 złych uczynków.

## Bohaterowie
- Eddie McDowd (Seth Green) (Jason Hervey) – główny i tytułowy bohater. Został zmieniony w psa przez "dziwaka", ponieważ był zły, przez co musi zrobić 100 dobrych uczynków. Rozumie go tylko chłopiec, na którym ostatni się zemścił, czyli Justin Taylor.
- Justin Taylor (Brandon Gilberstadt) – główny bohater. Kiedy wraz z rodziną przeprowadził się do Kalifornii, adoptował "psa" Eddiego.
- Drifter (dziwak) (Richard Moll) – zamienił Eddiego w psa. Często rozmawia z Eddiem.
- Sariffa Chung (Brenda Song) – koleżanka Justina ze szkoły. Jest dość ekscentryczna i lubi się mądrzyć.
- Gwen Taylor (Morgan Kibby) – siostra Justina Taylora. Na początku nie lubi Eddiego. Jej ulubionym sportem jest tenis ziemny.
- Doug Taylor (William Francis McGuire) – ojciec Justina i Gwen Taylor. Jest listonoszem. Lubi słodycze.
- Lisa Taylor (Catherine MacNeal) – matka Justina i Gwen Taylor. Kocha szyć. Pracuje w firmie zajmującej się reklamami.
- Tori (Melanee Murray) – przyjaciółka Justina Taylor. Dziewczyna z wymiany zagranicznej (Anglia). Jest bardzo wesoła i szalona.
- Spike Cipriano (Danny Tamberelli) – sąsiad Taylorów. Do szaleństwa kocha się w Gwen.
- Salli (Joe Piscopo) – buldog francuski, kolega Eddiego.
- Brenda May (Diane Delano) – pracuje w schronisku dla psów. Jest gruba i ciągle je. Zawsze zamyka psy w schronisku, jeśli nie mają obroży.
- Flaco (Josh Hammond) – szkolny postrach. Znęca się nad Justinem.
- Elizabeth Marcus
- Henry Hill

## Wersja polska
Opracowanie i udźwiękowienie wersji polskiej: na zlecenie DARO Film Distribution – Master Film

Tekst: Tomasz Kutner

Czytał: Paweł Bukrewicz

## Odcinki
Serial pojawił się po raz pierwszy na kanale TVP2 16 stycznia 2004 roku. Na tym kanale została wyemitowana jedynie pierwsza seria tego serialu. Serial pojawił się także na kanale KidsCo, jednakże na tym kanale również 2. i 3. sezon nie zostały wyemitowane. Wszystkie serie zostały wyemitowane w 2009 roku na kanale ZigZap.

### Seria pierwsza
| 1 | Tagged                     | Numerek Psi los (KidsCo)                                  | Pieski Los                 | 14 grudnia 1999  | 16 stycznia 2004 (TVP2) 1 marca 2008 (KidsCo.) 1 listopada 2009 (ZigZap) |
| 2 | Dog Gone                   | Ucieczka                                                  | Psia ucieczka              | 20 stycznia 2000 | 19 stycznia 2004 (TVP2) 2 listopada 2009 (ZigZap)                        |
| Rozpoczyna się drugi dzień Eddiego w domu Taylorów. Justin idzie do szkoły, a rodzice kazali mu uwiązać Eddiego. Kiedy chłopiec idzie do szkoły, Eddiemu udaje się zerwać z uwięzi. Ucieka i wraca do swojego domu, lecz tam zastaje dom wystawiony na sprzedaż. Gdy Justin wraca, razem z Eddiem sprząta w domu przed przyjazdem rodziców. |                            |                                                           |                            |                  |                                                                          |
| 3 | Dog Day Out                | Randka                                                    | Wolny dzień psa            | 28 stycznia 2000 | 20 stycznia 2004 (TVP2) 3 listopada 2009 (ZigZap)                        |
| 4 | All Howls Eve              | Święto wycia                                              | Wieczór wyjców             | 4 lutego 2000    | 21 stycznia 2004 (TVP2) 4 listopada 2009 (ZigZap)                        |
| Trwa Halloween. Justin i Gwen jak co dzień się kłócą. Eddie zbija salaterkę, którą mama Justina uwielbiała, a Justin dostaje szlaban od ojca za zbite naczynie. Eddie pomaga Justinowi uciec z domu. W tym czasie zły klaun poluje na psy, a Justin chce odpłacić się za zamknięcie w szafce szkolnej.                                      |                            |                                                           |                            |                  |                                                                          |
| 5 | Slam Punk                  | Patałach                                                  | Mistrz rzutów za 3 punkty  | 11 lutego 2000   | 22 stycznia 2004 (TVP2) 5 listopada 2009 (ZigZap)                        |
| 6 | Cheaters Sometimes Prosper | Oszustwo czasami popłaca                                  | Oszustwo czasem się opłaca | 18 lutego 2000   | 23 stycznia 2004 (TVP2) 6 listopada 2009 (ZigZap)                        |
| 7 | Mutts and Robbers          | Psy i złodzieje                                           | Kundle i złodzieje         | 25 lutego 1999   | 26 stycznia 2004 (TVP2) 8 listopada 2009 (ZigZap)                        |
| Eddie przypadkowo kradnie torbę z 8 tysiącami. Okazuje się, że osoba, której ją zabrał jest złodziejem. Eddie oraz Justin oddają pieniądze policji – w ten sposób Eddie spełnia kolejny dobry uczynek. |                            |                                                           |                            |                  |                                                                          |
| 8 | Dog Years                  | Psie lata                                                 |                            | 2 marca 1999     | 27 stycznia 2004 (TVP2) 9 listopada 2009 (ZigZap)                        |
| 9 | Puppy Love                 | Szczenięca miłość                                         | Szczenięca miłość          | 9 marca 2000     | 28 stycznia 2004 (TVP2) 10 listopada 2009 (ZigZap)                       |
| Justin jest zakochany w Danie, koleżance ze szkoły, ale nie umie nawiązać z nią bliższej znajomości. Zbliżają się tańce, a Justin nie ma z kim iść. Chce zaprosić Danie, na co ona w końcu się zgadza. |                            |                                                           |                            |                  |                                                                          |
| 10 | The Students Are Revolting | Szkolny bunt                                              | Uczniowski bunt            | 16 marca 2000    | 29 stycznia 2004 (TVP2) 11 listopada 2009 (ZigZap)                       |
| 11 | False Hero                 | Fałszywy bohater                                          | Fałszywy bohater           | 17 marca 2000    | 30 stycznia 2004 (TVP2) 12 listopada 2009 (ZigZap)                       |
| 12 | A Dog's Life               | Pieskie życie                                             |                            | 24 marca 2000    | 2 lutego 2004 (TVP2) 13 listopada 2009 (ZigZap)                          |
| 13 | Return of Gigi             | Powrót Gigi                                               |                            | 31 marca 2000    | 3 lutego 2004 (TVP2) 14 listopada 2009 (ZigZap)                          |
| 14 | Meet the New Boss          | Nowa szefowa                                              |                            | 7 kwietnia 2000  | 4 lutego 2004 (TVP2) 15 listopada 2009 (ZigZap)                          |
| 15 | Lie Like a Dog             | Psie kłamstwa                                             |                            | 14 kwietnia 2000 | 5 lutego 2004 (TVP2) 16 listopada 2009 (ZigZap)                          |
| 16 | April Fools                | Prima aprilis                                             |                            | 21 kwietnia 2000 | 6 lutego 2004 (TVP2) 17 listopada 2009 (ZigZap)                          |
| 17 | Good Cop, Bad Dog          | Ważniak                                                   |                            | 28 kwietnia 2000 | 9 lutego 2004 (TVP2) 18 listopada 2009 (ZigZap)                          |
| 18 | Big Dog                    | Eddie w policji                                           |                            | 4 maja 2000      | 10 lutego 2004 (TVP2) 19 listopada 2009 (ZigZap)                         |
| 19 | Fur Better or Worse        | Pies na dobre czy złe                                     |                            | 11 maja 2000     | 11 lutego 2004 (TVP2) 20 listopada 2009 (ZigZap)                         |
| 20 | A Very Canine Christmas    | Pieskie Boże Narodzenie Boże Narodzenie pod psem (KidsCo) |                            | 18 maja 2000     | 12 lutego 2004 (TVP2) 21 listopada 2009 (ZigZap)                         |

### Seria druga
| #     | Tytuł                | Tytuł polski      | Premiera                                                | Premiera w Polsce (ZigZap)                              |
| ----- | -------------------- | ----------------- | ------------------------------------------------------- | ------------------------------------------------------- |
| 21/22 | Homeward Hound       | Powrót do domu    | 14 listopada 2000 (część 1) 21 listopada 2000 (część 2) | 22 listopada 2009 (część 1) 23 listopada 2009 (część 2) |
| 23    | Personal Trainer     | Trenerka          | 28 listopada 2000                                       | 24 listopada 2009                                       |
| 24    | Eddie Loves Tori     | Zakochany kundel  | 12 grudnia 2000                                         | 25 listopada 2009                                       |
| 25    | A Star is Born       | Narodziny gwiazdy | 19 grudnia 2000                                         | 26 listopada 2009                                       |
| 26    | Matchmaking Mutt     | Pies Swat         | 9 stycznia 2001                                         | 27 listopada 2009                                       |
| 27    | So Shoe Me           | Buty              | 16 stycznia 2001                                        | 28 listopada 2009                                       |
| 28    | Sick as a Dog        |                   | 23 stycznia 2001                                        | 29 listopada 2009                                       |
| 29    | Ruby                 | Ruby              | 30 stycznia 2001                                        | 30 listopada 2009                                       |
| 30    | Whistle a Happy Tune | Zły pies          | 6 lutego 2001                                           | 1 grudnia 2009                                          |
| 31    | You Talk Too Much    | Dar mowy          | 13 lutego 2001                                          | 2 grudnia 2009                                          |
| 32    | Eye of the Mongrel   |                   | 20 lutego 2001                                          | 3 grudnia 2009                                          |

### Seria trzecia
| #  | Tytuł                         | Tytuł polski       | Premiera             | Premiera w Polsce (ZigZap) |
| -- | ----------------------------- | ------------------ | -------------------- | -------------------------- |
| 33 | Doggie Do Right               |                    | 31 października 2001 | 4 grudnia 2009             |
| 34 | Fowl Deeds                    |                    | 14 listopada 2001    | 5 grudnia 2009             |
| 35 | Slap Shot                     |                    | 5 grudnia 2001       | 6 grudnia 2009             |
| 36 | Dog Interrupted               |                    | 19 grudnia 2001      | 7 grudnia 2009             |
| 37 | Welcome to the Doghouse       |                    | 23 stycznia 2002     | 8 grudnia 2009             |
| 38 | Teacher's Pet Peeve           | Dawne żale         | 6 lutego 2002        | 9 grudnia 2009             |
| 39 | Deep Blue Deed                |                    | 20 lutego 2002       | 10 grudnia 2009            |
| 40 | Found and Dead/Lost and Found | Odejścia i powroty | 6 marca 2002         | 11 grudnia 2009            |